# Sofi Marinova
Sofiya Marinova Kamenova, cunoscută sub numele de Sofi Marinova (în bulgară: София Маринова Каменова; Софи Маринова) (n. 5 decembrie 1975, Sofia, Bulgaria), este o cântăreață bulgară de origine romă. Ea a participat şi a câştigat la Eurovision Song Contest 2012 ca reprezentant al Bulgariei prezentând piesa "Love Unlimited", în Baku, Azerbaidjan.

## Biografie
Sofi Marinova s-a născut pe 5 decembrie 1975 la Sofia, Bulgaria, deși familia ei locuia în apropiere de Etropole la acea vreme. Ea a arătat talent muzical și de dans la vârsta de doi ani și a fost instruită în cânt și dans de către mama ei. În școala primară, Marinova a fost un elev excelent. A petrecut un an la o școală profesionistă de constructori. După clasa a VIII-a s-a mutat la o școală profesională de croitori, deși ani mai târziu a recunoscut că nu i-a plăcut niciodată să cusute. În timp ce era la școală, Marinova s-a îndrăgostit de actorie, apărând în musicaluri școlare precum Alba ca Zăpada. Când era în clasa a 10-a, o formație locală i-a oferit postul de solistă. Tatăl ei nu a permis la început dar a cedat după insistențele mamei sale: „Am început să plâng și mama m-a susținut, pentru că atunci când s-a căsătorit cu tatăl meu și-a pus capăt carierei de cântăreț”.

## Carieră
La 17 ani, Marinova a început să cânte la nunți și botezuri. Repertoriul ei a inclus cântece ale lui Dragana Mirković, Michael Jackson, Sandra, Whitney Houston, precum și muzică romani. În această perioadă, ea și trupa sa au participat la un concurs de muzică în satul Osikovitsa de lângă Sofia. Ea a câștigat evenimentul cântăreților și admirațiile juriului, prezidat de celebrul muzician romano-bulgar Angelo Malikov. La concurs l-a întâlnit și pe Petar, un baterist, care mai târziu a devenit tatăl singurului ei copil, Lorenzo. După Osikovitsa, Marinova a câștigat Marele Premiu la festivalul Stara Zagora cu piesele sale „Stari Rani” (Răni Vechi) și „Slanchitse moe” (Micul Meu Soare).
Marinova a fost prezentată pe scena mare de Nencho Kasamov, președintele casei de discuri ARA Music, după ce a văzut-o cântând într-un restaurant. Kasamov a invitat-o să înregistreze pentru ARA, pentru că a simțit în ea viitoarea vedetă a muzicii după privirea din ochii ei. Marinova și trupa ei au înregistrat pentru ARA albumul „Stari Rani”, despre care se crede că este unul dintre cele mai bine vândute albume muzicale din Bulgaria din toate timpurile.
În 2004, Marinova a semnat cu Sunny Music, lucrând cu producătorul Krum Krumov. Ea a înregistrat mai multe albume. Cooperarea ei cu cântărețul bulgar de hip-hop Ustata a dus la unele dintre cele mai de succes cântece ale ei. În acea perioadă, ea a înregistrat, de asemenea, un cover în limba romană a piesei „Vetrove” de Lili Ivanova, cea mai consacrată artistă muzicală din Bulgaria. Compilația „Sofi Marinova Best MP3 Collection”, formată din cele 64 de piese cele mai populare ale ei din perioada Sunny Music, a fost lansată în 2009. Ea a declarat că este fericită că proiectul meu a fost realizat și sper că fanii mei îl acceptă ca pe un cadou pentru loialitatea și dragostea lor pentru mine de atâția ani.
Pe 28 martie, în pre-sărbătorile Zilei Internaționale a Romilor, Sofi Marinova a cântat melodii romi și melodia ei Eurovision „Love Unlimited” în fața europarlamentarilor și a invitaților oficiali în clădirea Parlamentului European de la Bruxelles. Ea a fost invitată acolo de europarlamentarii din Bulgaria.
În 2008, Marinova și Ustata s-au alăturat unei campanii împotriva traficului de persoane, pentru care au înregistrat Chuzhdi ustni (Buzele unui străin). Ambii au călătorit prin Bulgaria și s-au întâlnit cu tineri din grupurile de risc pentru a deveni victime ale traficului de persoane. În 2010, Marinova a fost numită ambasador împotriva sărăciei și izolării sociale. Sarcinile ei includ creșterea gradului de conștientizare cu privire la probleme, participarea la diferite activități și împărtășirea propriei experiențe. La numirea ei, ea le-a spus jurnaliştilor: „Cred că pot fi utilă campaniei. În plus, eu însumi provin dintr-o familie săracă şi sunt conştientă de preocupările oamenilor săraci şi defavorizaţi”.

## Viața personală
Marinova are un fiu, pe nume Lorenzo, cu care a avut câteva single-uri de colaborare.  A fost căsătorită o dată (cu tatăl lui Lorenzo, Peter). Apoi a avut o relație de lungă durată cu Dacho, care este fiul cel mare al lui Peter. Au încercat să se căsătorească de două ori, dar nu au făcut-o și în cele din urmă s-au despărțit în 2010. Ea este binecunoscută pentru răspunsurile ei oneste și directe la întrebările presei în interviuri.

## Concursul muzical de la "Eurovision Song Contest 2012"

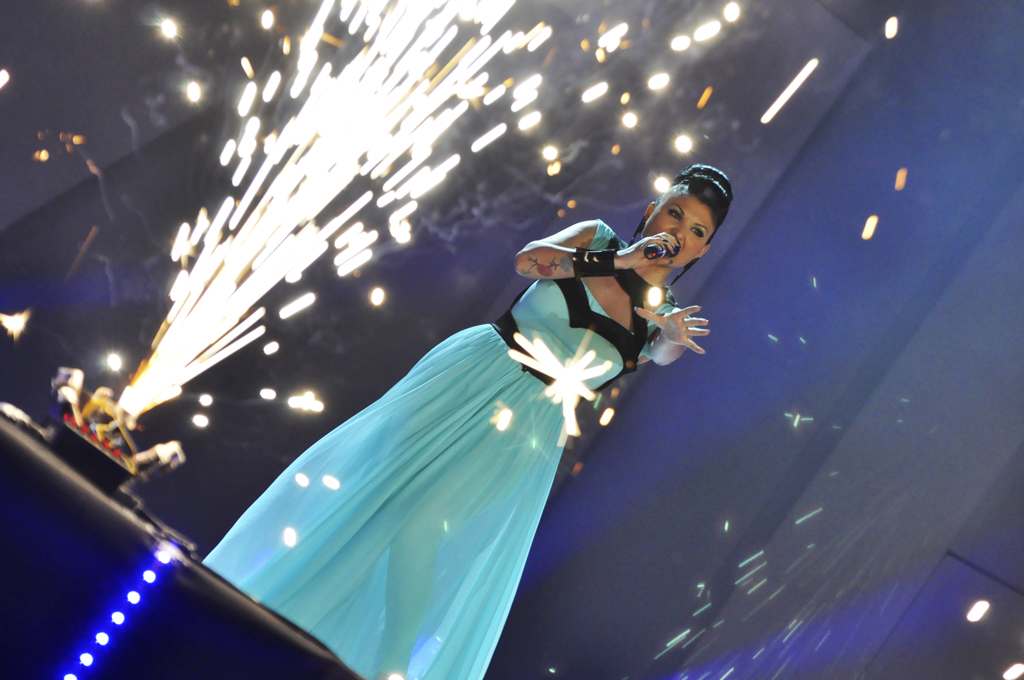
Sofi Marinova cântă la Finala Națională Eurovision din Bulgaria, Palatul Național al Culturii, Sofia, Bulgaria, 2012.

Sofi Marinova a fost aleasă să reprezinte Bulgaria la Eurovision Song Contest de la Baku în mai 2012 cu piesa „Love Unlimited”. Ea a câștigat finala națională, care a avut loc pe 29 februarie, primind un total de 20 de puncte - maxim 12 puncte de la public și 8 puncte de la juriu. Ea a fost una dintre favoritele la victorie după ce a ajuns pe locul doi la votul publicului din semifinale. Cântecul „Love Unlimited” a fost scris de Yassen Kotsev și Krum Georgiev. Versurile sale vorbesc despre puterea transcendentă și atotcuprinzătoare a iubirii ( "Cântecul nu are granițe, limbă și culoare" ). Cântecul este în bulgară, dar conține expresia „Te iubesc” în turcă, greacă, spaniolă, sârbo-croată, franceză, romani, engleză, azeră și italiană. Melodia se caracterizează prin glide tipic romani, putere vocală și aranjament muzical Techno. Marinova a evoluat în prima jumătate a celei de-a doua semifinale pe 24 mai și a ratat calificarea în marea finală, terminând pe locul 11 și înscriind același număr de puncte ca și Norvegia, care a trecut pe locul 10.
Aceasta a fost a treia apariție a Marinovăi în finala națională a Bulgariei pentru Eurovision. În 2005, colaborarea ei cu Slavi Trifonov „Edinstveni” („Singuri”) a ocupat locul al doilea. Au încercat din nou anul următor cu piesa „Ljubovta e otrova” („Dragostea este o otravă”), dar au căzut în calificări după ce au ocupat locul 25, la un loc mai puțin de semifinală. În 2007, colaborarea ei cu Ustata, „Ya Tvoya” („Sunt a ta” în bulgară), a terminat pe locul al treilea în finala națională.

## Discografie
Album solo
| An   | Chirilic           | Transliterare      | Translatare          | Etichetă        |
| ---- | ------------------ | ------------------ | -------------------- | --------------- |
| 1997 | Единствен мой      | Edinstven moy      | Unicul meu           | Ara Audio-Video |
| 1999 | Моят сън           | Moyat san          | Visul meu            | Ara Audio-Video |
| 2000 | Студен пламък      | Studen plamak      | Flacara rece         | Ara Audio-Video |
| 2001 | Нежна е нощта      | Nezhna e noshta    | Tandra este noaptea  | Ara Audio-Video |
| 2002 | Осъдена любов      | Osadena lyubov     | Iubire condamnată    | Ara Audio-Video |
| 2004 | 5 октави любов     | 5 oktavi lyubov    | 5 octave de dragoste | Sunny Music     |
| 2005 | Обичам             | Obicham            | Iubesc               | Sunny Music     |
| 2006 | Остани             | Ostani             | Stau                 | Sunny Music     |
| 2008 | Време спри         | Vreme spri         | Timp, Oprit          | Sunny Music     |
| 2009 | VIP-ът             | Vipat              | The VIP-ul           | Sunny Music     |
| 2013 | Софи Маринова 2013 | Sofi Marinova 2013 | Sofi Marinova 2013   | Sunny Music     |

Albume cu trupa Super Express
| An    | Chirilic                       | Transliterare                    | Translatare       | Etichetă        |
| ----- | ------------------------------ | -------------------------------- | ----------------- | --------------- |
| 1995* | Мечта                          | Mechta                           | Un vis            | Magic Music     |
| 1996* | Без конкуренция                | Bez konkurentsia                 | Nicio competiție  | Ara Audio-Video |
| 1997  | Стари рани                     | Stari rani                       | Răni vechi        | Ara Audio-Video |
| 1999* | Песни от сърце / Гиля таровило | Pesni ot sartse / Gilya tarovilo | Cântece din inimă | Ara Audio-Video |

Compilări
| An   | Titlu                     | Etichetă        | Note                     |
| ---- | ------------------------- | --------------- | ------------------------ |
| 2003 | Cel mai bun 1             | Ara Audio-Video | 17 balade                |
| 2003 | Cel mai bun 2             | Ara Audio-Video | 18 cântece de dans       |
| 2005 | Hitove (Хитове)           | Ara Audio-Video | 18 melodii               |
| 2007 | Hituri de aur             | Ara Audio-Video | 71 melodii în MP3 format |
| 2010 | Cea mai bună colecție MP3 | Sunny Music     | 64 melodii în MP3 format |

Albumul MP3 Golden Hits conține toate melodiile din primele cinci albume solo ale Sofi Marinova plus câteva melodii din albumele ei cu Super Express și alte câteva melodii.